# The International Journal of Psychoanalysis
Pour les articles homonymes, voir IJP.
The International Journal of Psychoanalysis (IPJ) est une revue scientifique internationale de psychanalyse.

## Histoire
L'idée de sa création revient à Ernest Jones, en 1918. La revue elle-même a été créée en 1920, avec Jones occupant la fonction de rédacteur en chef jusqu'en 1939. Elle est alors une édition anglaise de la Internationale Zeitschrift für Psychoanalyse, publiée par l'Association psychanalytique internationale (API), tout en gardant une liberté éditoriale, comme le souligne Ernest Jones dans la lettre qu'il adresse à Freud à ce propos en date du 7 décembre 1918.
La revue publie des textes de Sigmund et Anna Freud, Karl Abraham, Sándor Ferenczi ou Melanie Klein, puis progressivement principalement d'analystes britanniques ou américains. Dans les années 1940 et après l'exil de nombreux psychanalystes qui fuient le nazisme en direction du Royaume-Uni et des États-Unis, elle devient le journal officiel de l'API, dont elle publie les informations institutionnelles, succédant dans cette fonction à l'International Zeitschrift, dont la publication est interrompue par la guerre. Cependant la revue reste éditée sous l'autorité de la Société britannique de psychanalyse, dont son rédacteur en chef est toujours un membre. Après Jones, la revue est dirigée successivement par James Strachey (1940-1945), Adrian Stephen (1946), Willi Hoffer, John Rickman et Clifford Scott (1947-1948). Joseph J. Sandler (1969-1978), et David Tuckett ont également été rédacteurs en chef de la revue.
La revue absorbe The International Review of Psycho-Analysis, fondée en 1974 par Joseph Sandler. La revue compte, en 2005, environ 9 000 abonnés.
Dana Birksted-Breen est l'actuelle rédactrice en chef de la revue. Depuis 2012, le comité de rédaction, qui compte une centaine de membres, a absorbé les quatre rédactions régionales du Royaume-Uni, d'Europe, d'Amérique du Nord et d'Amérique du Sud. La rédaction compte également cinq rédacteurs adjoints, originaires des quatre régions géographiques, auxquels s'ajoutent des rédacteurs pour des rubriques spécifiques : l'éducation, le travail analytique, les controverses psychanalytiques, les recensions d'ouvrages et la rubrique cinéma.
Dans les années 2010, l'IJP s'est efforcée de favoriser le dialogue entre les différentes cultures psychanalytiques. Une édition espagnole de la revue a été lancée en 2015. En 2013, a été ouvert le site IJP-Open offrant évaluation par les pairs et débats en ligne. Chaque année, des articles de la revue de l'année précédente sont sélectionnés et traduits en huit langues différentes : le français, l'espagnol, l'allemand, l'italien, le portugais, le russe, le grec et le turc, avec le projet d'éditer un volume annuel en chinois en 2017.